# Metropolia warszawska
Metropolia warszawska – jedna z 14 metropolii obrządku łacińskiego w polskim Kościele katolickim powstała w 1818.

## Diecezje wchodzące w skład metropolii

Metropolie i diecezje łacińskie w Polsce. Diecezje metropolii warszawskiej oznaczono numerami: 36, 37 i 38

1. Archidiecezja warszawska obejmująca 25 dekanatów, w tym 11 warszawskich (staromiejski, bielański, jelonkowski, mokotowski, ochocki, śródmiejski, ursuski, ursynowski, wilanowski, wolski, żoliborski) i 14 pozawarszawskich (błoński, brwinowski, czerski, grodziski, grójecki, kampinoski, konstanciński, lasecki, mogielnicki, piaseczyński, pruszkowski, raszyński, tarczyński, warecki),
2. Diecezja warszawsko-praska obejmująca 20 dekanatów, w tym 6 warszawskich (aniński, bródnowski, grochowski, praski, tarchomiński, rembertowski) i 14 pozawarszawskich (jadowski, legionowski, miński - Narodzenia Najświętszej Maryi Panny, miński - św. Antoniego z Padwy, nowodworski, otwocki, otwocki - Kresy, radzymiński, siennicki, stanisławowski, sulejówecki, tłuszczański, wołomiński i zielonkowski),
3. Diecezja płocka obejmująca 26 dekanatów (bielski, bodzanowski, ciechanowski wschodni, ciechanowski zachodni, dobrzyński n. Drwęcą, dobrzyński n. Wisłą, dzierzgowski, gąbiński, gostyniński, makowski, mławski wschodni, mławski zachodni, nasielski, płocki wschodni, płocki zachodni, płoński południowy, płoński północny, przasnyski, pułtuski, raciąski, rypiński, serocki, sierpecki, strzegowski, tłuchowski, wyszogrodzki, zakroczymski, żuromiński).

## Biskupi metropolii

### Biskupi diecezjalni
- Metropolita: ks. abp Adrian Galbas SAC (od 2024) (Warszawa)
- Sufragan: ks. bp Romuald Kamiński (od 2017) (Praga)
- Sufragan: ks. bp Szymon Stułkowski (od 2022) (Płock)[1]

### Biskupi pomocniczy
- ks. bp Piotr Jarecki (od 1994) (Warszawa)
- ks. bp Tadeusz Pikus (od 1999) (Warszawa)
- ks. bp Rafał Markowski (od 2013) (Warszawa)
- ks. bp Michał Janocha (od 2015) (Warszawa)
- ks. bp Jacek Grzybowski (od 2020) (Praga)
- ks. bp Tomasz Sztajerwald (od 2024) (Praga)
- ks. bp Mirosław Milewski (od 2016) (Płock)

### Biskupi seniorzy
- ks. bp Roman Marcinkowski (od 2017) (Płock)
- ks. bp Piotr Libera (od 2022) (Płock)
- ks. kard. Kazimierz Nycz (od 2024) (Warszawa)

### Biskupi rezydenci
- ks. bp Marek Marczak (od 2024) (Warszawa)

## Główne świątynie metropolii
- Bazylika archikatedralna św. Jana Chrzciciela w Warszawie
- Bazylika katedralna św. Michała Archanioła i św. Floriana Męczennika w Warszawie
- Bazylika katedralna Wniebowzięcia Najświętszej Maryi Panny w Płocku

## Historia

### Lata 1818-1880
Powstała w 1818. W jej skład weszły:
- archidiecezja warszawska
- diecezja płocka
- diecezja kujawsko-kaliska
- diecezja lubelska
- diecezja augustowska
- diecezja sandomierska
- diecezja kielecka
- diecezja janowska
- diecezja krakowska

W 1867 decyzją cara została skasowana diecezja janowska a jej terytorium włączono do diecezji lubelskiej. W 1880 diecezję krakowską podporządkowano bezpośrednio Stolicy Apostolskiej. 

### Lata 1880-1925
W 1882 przywrócono zlikwidowaną w 1818 diecezję kielecką. W 1917 przywrócona została diecezja janowska.
Podział administracyjny metropolii z 1918:
- archidiecezja warszawska
- diecezja płocka
- diecezja kujawsko-kaliska
- diecezja lubelska
- diecezja augustowska
- diecezja sandomierska
- diecezja kielecka
- diecezja janowska

### Lata 1925-1945
W wyniku konkordatu z 1925 diecezję kujawsko-kaliską przemianowano na włocławską  i podporządkowano metropolii gnieźnieńskiej. Od 1924 stolicę diecezję janowskiej przeniesiono do Siedlec, zmieniając jej nazwę na diecezję siedlecką.
Podział administracyjny metropolii z tych lat:
- archidiecezja warszawska
- diecezja lubelska
- diecezja łódzka
- diecezja płocka
- diecezja siedlecka
- diecezja sandomierska

### Lata 1945-1972
W 1946 archidiecezje gnieźnieńską i warszawską złączono unią personalną.
Podział administracyjny z tych lat:
- archidiecezja warszawska (w unii personalnej z archidiecezją gnieźnieńską)
- diecezja lubelska
- diecezja łódzka
- diecezja płocka
- diecezja sandomierska
- diecezja siedlecka

### Lata 1972-1992
W 1972 w granicach metropolii znalazła się przywrócona diecezja warmińska. W 1981 diecezję sandomierską przemianowano na sandomiersko-radomską wobec przeniesienia jej stolicy z Sandomierza do Radomia.
Podział administracyjny metropolii:
- archidiecezja warszawska (w latach 1946-1992 w unii personalnej z archidiecezją gnieźnieńską)
- diecezja lubelska
- diecezja łódzka
- diecezja płocka
- diecezja sandomiersko-radomska (od 1981 w miejsce sandomierskiej)
- diecezja siedlecka
- diecezja warmińska

## Lata 1992-2004
W wyniku zmian terytorialnych z 1992 podział metropolii przedstawiał się następująco::
- archidiecezja warszawska
- diecezja płocka
- diecezja warszawsko-praska
- diecezja łowicka

Utworzone zostały nowe diecezje na warszawskiej Pradze i w Łowiczu. Diecezje siedlecką, sandomierską i lubelską (od 1992 archidiecezję) podporządkowano nowo utworzonej metropolii lubelskiej. W 2004 diecezja łowicka znalazła się w nowo utworzonej metropolii łódzkiej.

## Patron
- Święty Andrzej Bobola